# Czesław Piotrowski (1926–2005)

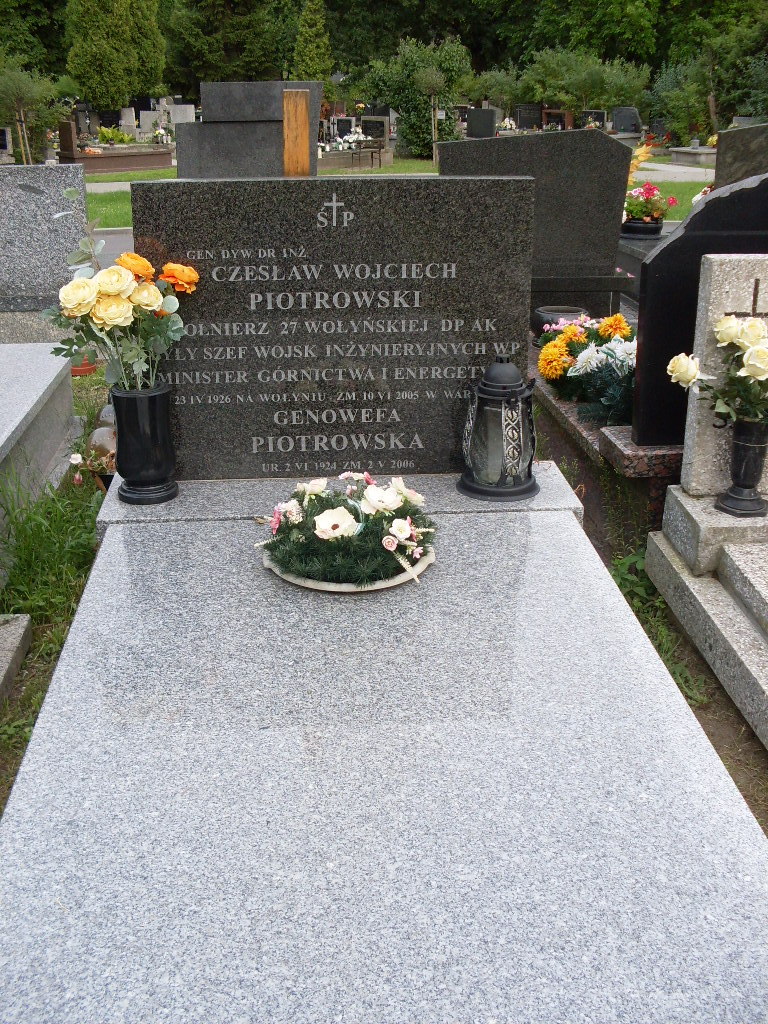
Grób Czesława Piotrowskiego i jego żony Genowefy na cmentarzu Wojskowym na Powązkach w Warszawie

Czesław Wojciech Piotrowski (ur. 23 kwietnia 1926 w Hucie Stepańskiej, zm. 10 czerwca 2005 w Warszawie) – polski dowódca wojskowy, generał dywizji Wojska Polskiego, szef Wojsk Inżynieryjnych, doktor nauk wojskowych i polityk, minister górnictwa i energetyki (1981–1986), ambasador PRL w Jugosławii (1986–1989).

## Życiorys
Syn Stanisława (1894–1943) i Pauliny z domu Libera (1899–1941). W okresie okupacji hitlerowskiej uczestnik walk partyzanckich, żołnierz samoobrony przed Ukraińską Powstańczą Armią w swojej miejscowości, później w oddziałach partyzanckich Władysława Kochańskiego „Bomby”, „Wujka” Armii Krajowej na Wołyniu. Oddział ten wszedł w skład baonu 45 pułku piechoty Franciszka Pukackiego „Gzymsa” 27 Wołyńskiej Dywizji Piechoty AK. W latach 1943–1944 walczył w 27 Dywizji z Niemcami i oddziałami UPA, do czasu jej rozbrojenia pod Lubartowem, na Wołyniu, Polesiu i Podlasiu. Po rozbrojeniu 27 Dywizji i powrocie na Wołyń w sierpniu 1944 wcielony do 1 Armii Wojska Polskiego i skierowany do Centralnej Szkoły Podchorążych w Riazaniu Polskich Sił Zbrojnych w Związku Radzieckim, z przydziałem do kompanii podchorążych saperów. Po jej ukończeniu (promocja w Krakowie 9 marca 1945) mianowany podporucznikiem.
Objął stanowisko dowódcy plutonu podchorążych w Oficerskiej Szkole Saperów w Przemyślu. Po ukończeniu Kursu Doskonalenia Oficerów w 1948 był dowódcą 21 batalionu saperów 10 Dywizji Piechoty w Jeleniej Górze (od 1949 – 10 Dywizja Pancerna).
W 1950 skierowany na studia do Wojskowej Akademii Inżynieryjnej w Moskwie, którą ukończył w 1956. Po ukończeniu akademii był zastępcą ds. liniowych dowódcy 2 Warszawskiej Ciężkiej Brygady Saperów w Kazuniu Nowym. Od 1957 szef wydziału operacyjno-szkoleniowego Szefostwa Wojsk Inżynieryjnych Warszawskiego Okręgu Wojskowego. Do 1961 szef saperów WOW. W latach 1961–1969 zastępca ds. technicznych szefa Wojsk Inżynieryjnych Ministerstwa Obrony Narodowej.
Na tym stanowisku rozwinął działalność badawczo-rozwojową sprzętu inżynieryjnego i jego produkcję w kraju. W latach 1969–1971 studiował w Akademii Sztabu Generalnego Sił Zbrojnych ZSRR. W 1971 otrzymał nominację na generała brygady. W latach 1971–1978 kierował Szefostwem Wojsk Inżynieryjnych MON. W 1978 awansował na generała dywizji.
W czasie dowodzenia polskimi saperami wdrożono na wyposażenie wojsk (wszystko polskiej myśli technicznej i rodzimej produkcji): nowoczesny park pontonowy PP-64 Wstęga, kuter holowniczy KH-200, most towarzyszący SMT i podporę pływającą do niego, lekkie pokrycie drogowe, ładunek wydłużony DŁW-500, nowe typy min, zapalników i zwieraczy, zunifikowane elektrownie oświetleniowe i siłowe, szereg maszyn do prac ziemnych i budowlanych, urządzenia do budowy mostów i schronów, nowoczesne pokrycia maskujące. Z importu wdrożono transportery PTS, mosty czołgowe BLG, trały minowe KMT, spycharki BAT, koparki rotorowe BTM i MDK.
W latach 1978–1981 zastępca Głównego Inspektora Techniki WP-szef Badań i Rozwoju Techniki Wojskowej. W 1979 obronił pracę doktorską w Akademii Sztabu Generalnego Wojska Polskiego w Rembertowie.
W 1981 urlopowany z wojska i powołany na stanowisko ministra górnictwa i energetyki, które piastował do 1986 w rządach Wojciecha Jaruzelskiego i Zbigniewa Messnera. We wrześniu 1986 nie godząc się z zamiarami reorganizacji podległego mu resortu złożył na ręce premiera dymisję. W okresie stanu wojennego (1981–1983) wchodził w skład Wojskowej Rady Ocalenia Narodowego.
W latach 1986–1989 urlopowany do Ministerstwa Spraw Zagranicznych; był ambasadorem nadzwyczajnym i pełnomocnym PRL w Jugosławii. 15 grudnia 1989 został oficjalnie pożegnany przez ministra obrony narodowej, gen. armii Floriana Siwickiego w związku z zakończeniem zawodowej służby wojskowej. Formalnie przeszedł w stan spoczynku 16 lutego 1990 w wieku 63 lat.
Członek Polskiej Partii Robotniczej i Polskiej Zjednoczonej Partii Robotniczej, otrzymał Nagrodę państwową II stopnia (zespołowo) w 1972 za osiągnięcia w rozwoju techniki wojsk inżynieryjnych.
Organizator rozminowania kraju i jego oczyszczania z niewybuchów i niewypałów, udziału saperów w akcjach przeciwpowodziowych i przeciwlodowych oraz udziału wojska w inwestycjach komunikacyjnych i drogowych. Doprowadził do wybudowania pomnika „Chwała Saperom”, odsłoniętego w Warszawie w dniu 8 maja 1975. Z jego inicjatywy wybudowano i urządzono Muzeum Wojsk Inżynieryjnych w Wyższej Oficerskiej Szkole Wojsk Inżynieryjnych we Wrocławiu otwarte w sierpniu 1976. Był członkiem wielu komisji i komitetów, w tym Komitetu Inżynierii Polskiej Akademii Nauk, Komisji Głównej Mechanizacji i Rolnictwa, Budownictwa, Prac Ciężkich i Przemysłowych przy Komitecie Nauki i Techniki, rady MON ds Naukowo-Technicznych.
Zmarł 10 czerwca 2005 w Warszawie. W dniu 23 czerwca, po mszy w katedrze polowej WP, został pochowany na cmentarzu Wojskowym na Powązkach w Warszawie (kwatera FII-1-3). W pogrzebie udział wziął były Prezydent PRL/RP gen. armii Wojciech Jaruzelski.

## Awanse
W trakcie wieloletniej służby w ludowym Wojsku Polskim otrzymywał awanse na kolejne stopnie wojskowe:
- podporucznik – 1945
- porucznik – 1946
- kapitan – 1948
- major – 1952
- podpułkownik – 1957
- pułkownik – 1960
- generał brygady – 1971
- generał dywizji – 1978

## Życie prywatne
Mieszkał w Warszawie. Od 1948 żonaty z Genowefą z domu Brzyś (1924–2006). Miał dwie córki.

## Publikacje
Autor książek wspomnieniowych na temat Wołynia i walk 27 Dywizji AK: „Krwawe żniwa za Styrem, Horyniem i Słuczą”, „Przez Wołyń i Polesie na Podlasie”, „Spod Lubartowa do Riazania i Krakowa”, „Wojskowe i historyczne tradycje 27 wołyńskiej Dywizji Piechoty Armii Krajowej”, a także prac naukowych z zakresu działania wojsk inżynieryjnych oraz historii tych wojsk. Autor podręcznika „Zabezpieczenie inżynieryjne działań bojowych wojsk na szczeblu operacyjnym (armia, front)”.
- Cz. Piotrowski, Krwawe żniwa: za Styrem, Horyniem i Słuczą, Wydawnictwo Adam Marszałek, Toruń 2004
- Cz. Piotrowski, Pomnik „Chwała saperom”, Szefostwo Wojsk Inżynieryjnych, Warszawa 2000
- Cz. Piotrowski, Przez Wołyń i Polesie na Podlasie, Światowy Związek Żołnierzy Armii Krajowej Okręg Wołyński, 1998
- Cz. Piotrowski, Wojska inżynieryjne /w/ Ludowe Wojsko Polskie 1943–1973, Wydawnictwo MON, Warszawa 1974
- Cz. Piotrowski, Wojskowe i historyczne tradycje 27 Wołyńskiej Dywizji Piechoty Armii Krajowej, Światowy Związek Żołnierzy Armii Krajowej, Okręg Wołyński, 1993
- Cz. Piotrowski, Zniszczone i zapomniane osiedla polskie oraz kościoły na Wołyniu, Okręg Wołyński Światowego Związku Żołnierzy AK, 2002

## Ordery i odznaczenia[6]
- Order Sztandaru Pracy I klasy (1983)[7]
- Order Sztandaru Pracy II klasy (1979)
- Order Krzyża Grunwaldu III klasy (11 października 1946)[8]
- Krzyż Oficerski Orderu Odrodzenia Polski (1969)
- Krzyż Kawalerski Orderu Odrodzenia Polski (1965)
- Złoty Krzyż Zasługi (1958)
- Srebrny Krzyż Zasługi (1946)
- Krzyż Walecznych (1968)
- Krzyż Partyzancki (1946)
- Srebrny Medal „Zasłużonym na Polu Chwały” (16 kwietnia 1947)[9]
- Medal 30-lecia Polski Ludowej
- Medal 40-lecia Polski Ludowej
- Medal za Warszawę 1939–1945 (1945)
- Złoty Medal „Siły Zbrojne w Służbie Ojczyzny” (1968)
- Srebrny Medal „Siły Zbrojne w Służbie Ojczyzny”
- Brązowy Medal „Siły Zbrojne w Służbie Ojczyzny”
- Medal „Za udział w walkach o Berlin” (1970)
- Złoty Medal „Za zasługi dla obronności kraju”
- Srebrny Medal „Za zasługi dla obronności kraju”
- Brązowy Medal „Za zasługi dla obronności kraju”
- Medal Komisji Edukacji Narodowej (1974)[10]
- Odznaka „Zasłużony Pracownik Rolnictwa” (1976)[11]
- Medal pamiątkowy 200-lecia Komisji Edukacji Narodowej (1974)[12]
- Odznaka „Za zasługi dla województwa tarnowskiego” (1986)[13]
- Medal „Za długoletnią, ofiarną służbę” (nadany przez ministra obrony narodowej, 1989)
- Order Sztandaru Jugosłowiańskiego ze Wstęgą (Jugosławia, 1989)[14]
- Order Wojny Ojczyźnianej I klasy (ZSRR, 1968)
- Order Sławy (ZSRR, 1973)
- Medal „Za umacnianie braterstwa broni” (ZSRR, 1980)
- Medal jubileuszowy „60 lat Sił Zbrojnych ZSRR” (ZSRR)